# روسوخا
روسوخا (لهستانی: Rossocha؛ ‏ تلفظ لهستانی: [rɔsˈsɔxa]) روستایی در گمینا راوا مازوویتسکا واقع در شهرستان راوا استان ووتسکی در مرکز لهستان است که در ۵۴ کیلومتری شرق ووچ قرار دارد. قصر خاندان چارنوفسکی کمی پس از پایان جنگ جهانی اول در اینجا ساخته شد. پس از جنگ جهانی دوم، بخشی از املاک این روستا مبدل به پژوهشگاه تحقیقات زیست‌شناسی و جانورشناسی شد.